# Giovanni Toschi
Giovanni Toschi (Porcari, 11 novembre 1945) è un ex calciatore italiano, di ruolo ala.

## Carriera
Attaccante minuscolo, tant'è vero che verrà soprannominato Topolino nel corso della sua carriera calcistica, si fa apprezzare inizialmente nella Lucchese, in serie D, dove nel 1966-1967 realizza 10 reti in 31 partite meritandosi la convocazione nella rappresentativa toscana. Nell'estate successiva viene acquistato dalla Reggina, in serie B. In tre stagioni con la squadra calabrese realizza 20 reti in 106 gare, tra cui l'unico gol di testa della sua carriera.

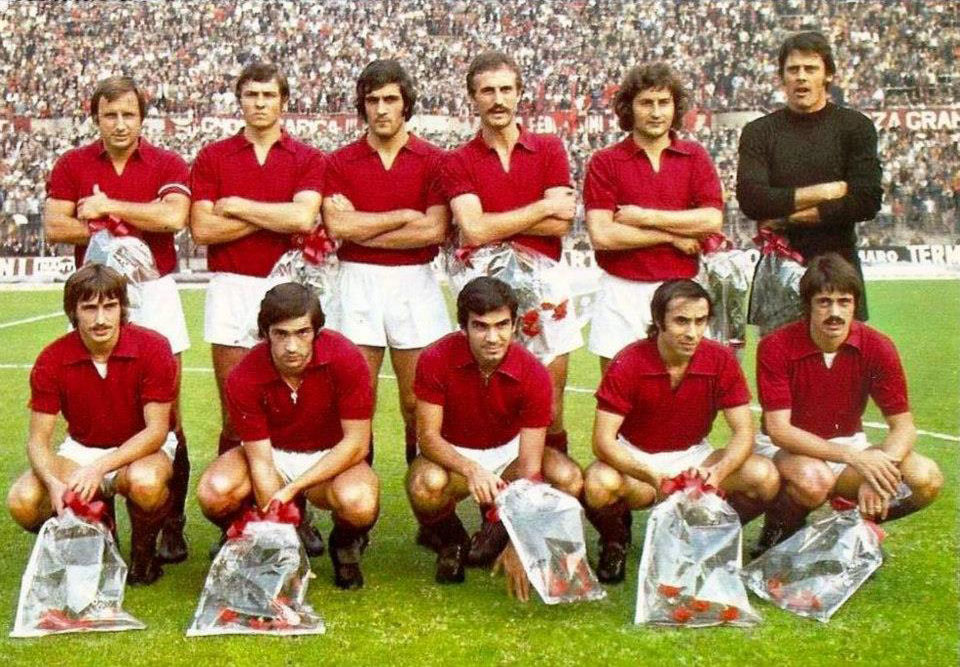
Toschi (accosciato, secondo da destra) al Torino nel 1972-1973

Nella stagione 1970-71 passa al Mantova, con 38 presenze ed 11 reti sempre in B, conquistando la promozione in massima serie. L'8 luglio 1971 viene ingaggiato dal Torino, in serie A, in cambio al Mantova arrivano in comproprietà Maddè, Carelli e Depetrini.
Già alla prima giornata, proprio contro la sua ex squadra, Toschi realizza la rete decisiva, quella del 2-1 per i granata. Saranno 3 le reti complessive, 30 presenze, sino al giugno del 1973 quando si trasferisce al Cesena, sempre in A. 43 presenze e 4 gol coi romagnoli e poi il trasferimento al Foggia nella stagione 1975-1976. Con i rossoneri, 27 presenze e 2 reti, riconquista la Serie A ma a novembre viene ceduto al Novara, dove resta per due stagioni: 42 presenze e 5 reti, seconda stagione in C.
A trentatré anni l'ultima esperienza tra i professionisti al Viareggio, serie C2, prima di chiudere con la squadra del suo paese, il Porcari, a 38 anni.
Il gol che è rimasto nella memoria dei tifosi del Torino è quello che Topolino realizzò contro il Napoli, venticinquesima giornata del campionato 1971-72. Sullo 0-0, al 90º, si infilò in un disimpegno tra Zurlini ed il portiere avversario Trevisan e, seppur ostacolato, riuscì da terra a spedire il pallone in rete.

## Palmarès

### Competizioni nazionali
- Campionato italiano di Serie B: 1

Mantova: 1970-1971